# Ford F-MAX

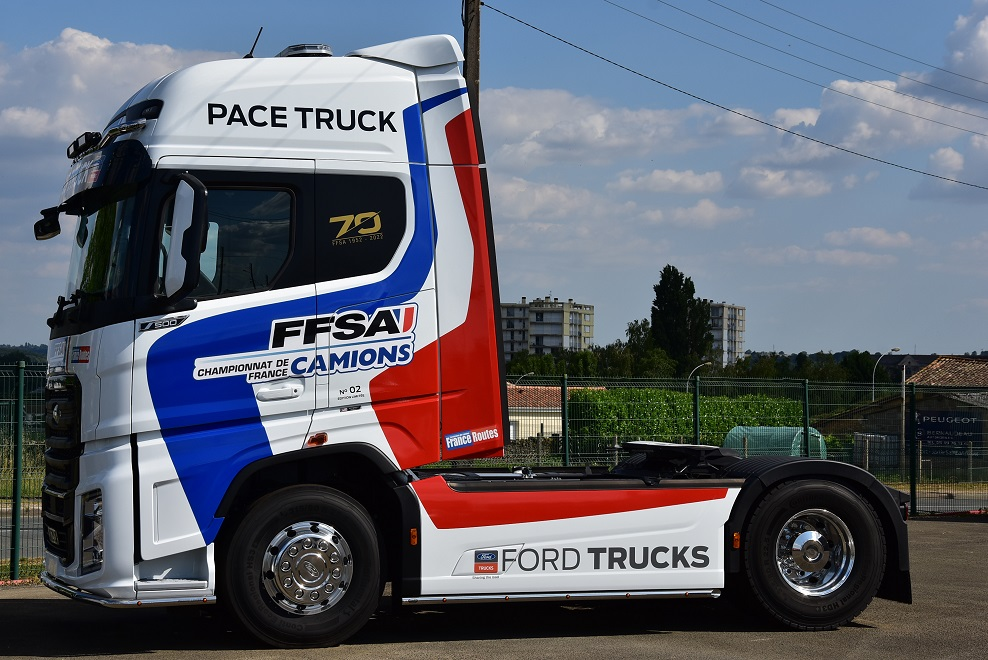
Pace truck (2022)

Il Ford F-MAX è un autocarro e trattore stradale prodotto dalla filiale turca Ford Otosan a partire dal 2018, appartenente alla categoria degli autocarri con masse totali da 18 a 44 t.

## Il contesto
Presentato allo IAA 2018 di Hannover, Il Ford F-MAX, è stato interamente progettato dalla filiale turca Otosan della Ford. Inizialmente concepito per il mercato sud americano, turco, russo e dell'Europa orientale, in seguito a partire da ottobre 2019 è stato importato anche in Europa occidentale. Per la realizzazione di questo veicolo sono state progettate diverse soluzioni aerodinamiche al fine di diminuire i consumi di carburante, inoltre è stato sviluppato meccanicamente per ottenere la miglior affidabilità e minor costi di manutenzione. Nel 2018, il Ford F-MAX è stato votato International Truck of the Year 2019.

## Motorizzazioni
La gamma FORD F-MAX presenta le seguenti motorizzazioni:
| Motore  | Cilindrata (l) | Potenza (kW) a (U/min) | Coppia (Nm) a (U/min) |
| ------- | -------------- | ---------------------- | --------------------- |
| Diesel  |                |                        |                       |
| Ecotorq | 12,7L          | 368 a 1800             | 2500 a 1000–1400      |